# Monsoon (film 2019)
Monsoon è un film del 2019 diretto da Hong Khaou.

## Trama
Kit ritorna in Vietnam per la prima volta dopo trent'anni, quando era stato costretto a fuggire dopo la caduta di Saigon. Kit ha perso ogni punto di riferimento e non parla la lingua, tuttavia è deciso di riconnetersi con le proprie radici e trovare un punto in cui spargere le ceneri dei genitori. Durante il suo viaggio rincontra l'amico d'infanzia Lee e si innamora di Lewis, un americano il cui padre combatté in Vietnam.

## Produzione
Il film fu annunciato nel marzo del 2018, con la regia e la sceneggiatura di Hong Khaou e Henry Golding nel ruolo del protagonista. Il film sarebbe stato co-prodotto da Tracy O'Riordan, la BBC Films e il British Film Institute.

## Distribuzione
Il film ebbe la sua prima al Festival internazionale del cinema di Karlovy Vary il 29 giugno del 2019. Nell'aprile del 2020 la Strand Releasing acquistò i diritti di distribuzione del film. Monsoon fu distribuito nelle sale britanniche a partire dal 25 settembre del 2020 e in quelle statunitensi dal 13 novembre.

## Accoglienza
Monsoon è stato accolto con recensioni positive da parte della critica. Sull'aggregatore di recensioni Rotten Tomatoes, il film ottiene l'88% delle recensioni professionali positive, con un voto medio di 7,2 su 10 basato su 57 recensioni.

## Riconoscimenti
- 2021 – GLAAD Media Awards[7]
  - Candidatura per il miglior film